# 科技传播学

牛顿摆运动的图示。

科技传播学（英語：science communication）也称科学传播、科学普及或科普，一般是指向非专业人士和普通公众介绍与科学和应用技术有关的话题、知识概念、思维方式和实用技巧的大众传播活动，属于一种面向全社会的科学教育。科普研究的对象是科技相关的传播行为，以及传播科技知识中人与社会所建立的关系。科技传播学沟通了人类社会和科学技术知识，主要基本理论包括系统论、信息论、控制论、方法论等方面。科技传播作为科技发展的基本条件，支持了科技工作者的科学发现和技术发明。这往往涉及专业科学家（称为“外联”或“大众化”），而且还发展成为本身就是一个专业领域。它包括科学展览会，新闻业，科学政策或媒体制作。
科学传播可针对产生用于科学研究或学习的支持，或者告知决策，包括政治的和伦理的思考。掌握更加易懂的白话解释方法（而不是简单的使用术语去展示现科学发现）在大众传媒普及（特别是不受任何质量筛选和管控的互联网和自媒体）的信息时代开始越来越受到重视，因为正确的科学知识在传播时因为收到科学方法和普通民众客观知识门槛的限制，面对更迎合主观性也更容易扩散的伪科学和反智主义误导时难免处于迷因传播劣势，特别是面对理科基础教育水平不足且从众心理泛滥、但又可以影响社会发展方向的受众时。
科学传播者可以使用娱乐和说服，包括幽默，故事和比喻。科学家们可以被训练在一些由演员所使用技巧，以改善他们的沟通。
科学传播学也可以简单地描述为科学家之间的沟通（例如通过科学期刊），以及与非科学家之间跨学科的沟通。

## 历史
从现有的资料来看，英国著名的物理学家、科学学研究鼻祖J.D.贝尔纳(1901-1971)在其1930年代出版的著作《科学的社会功能》一书中，首次将Science Communication作为一项科学重要的社会功能提出，并予以分析。

## 参阅
- 亚伦艾达科学沟通中心（英语：Alan Alda Center for Communicating Science）
- 英国科学协会
- 著名科学普及代表人物
- 科学哲学